# Ärtrotröta
Ärtrotröta är en växtsjukdom på framförallt ärter, som orsakas av en oomycet (Aphanomyces euteiches). Som namnet ärtrotröta antyder, är det ärtens rotsystem som angrips, varpå plantan vissnar ner och dör. Sjukdomen beskrevs först i USA 1925. I Sverige påvisades den först i konservärtsområdet  i Skåne men finns i hela syd- och mellansverige på marker där ärtor odlas regelbundet.

## Biologi
Aphanomyces euteiches överlever i marken som vilsporer som vid rätt förhållanden gror och bildar mycel eller zoozporer som kan infektera på nytt. Mycelet kan omvandlas till sporangier som i sin tur ger nya zoosporer. Zoosporerna står för merparten av infektion. Vilsporer bildas så småningom genom sexuell sammansmältning av oogonium och anteridium (honligt och hanligt organ) och livscykeln är sluten.
Aphanomyces euteiches trivs vid fuktiga förhållanden, d.v.s. när marken är dåligt dränerad och hårt packad . Optimal temperatur för sporproduktion är 24 grader och för myceltillväxt 28 grader. Detta gör att en period med fuktigt väder följt av värme är optimalt för utveckling och spridning. Problemen ökar i fält där ärter är frekvent återkommande i växtföljden. Under regnrika somrar syns ofta stora vita fläckar i ärtbeståndet som ett resultat av ärtrotröta.

## Skadeverkan
Oomyceten (Aphanomyces euteiches) infekterar ärtplantans rotbark, varvid rotsystemet skadas och rothåren ruttnar bort. Utan ett friskt och fungerande rotsystem har ärtplantan svårt att tillgodogöra sig vatten och näring vilket yttrar sig i att plantan gulnar och vissnar ned. Dessa symptom framträder särskilt tydligt vid torr väderlek då torkkänsligheten är hög till följd av rotrötans närvaro. Även ärtplantans kvävefixerande förmåga blir lidande då rotrötan kan hindra kvävefixerande bakterier från att etableras på plantans rötter. Detta innebär i praktiken en lägre proteinhalt i de skördade ärtorna. 
Ärtrotröta kan vålla stor skada i fält med väsentliga skördeförluster som följd. Med skördebortfall på över 50% i svårt angripna fält, är rotrötan den ekonomiskt sett mest besvärliga svampsjukdomen  och en av de mest oönskade skadegörarna i ärtodling. Förutom de kvantitativt stora förlusterna i skörd, innebär angrepp i regel betydande kvalitetsförsämringar vilket är särskilt problematiskt vid konservärtsodling. 

## Motåtgärder
Motåtgärderna är uteslutande förebyggande och kan sammanfattas med en noggrann planering av odlingen. Generellt rekommenderas en minst sexårig växtföljd för att minska risken för angrepp. Förekomsten av smitta i fält kan testas och graderas och vid hög smittograd kan en än längre växtföljd krävas. Andra kända riskfaktorer är dålig dränering, känsliga sorter och jordförflyttning med redskap och maskiner från smittade fält. Åtgärder för att minimera dessa är att föredra. 

## Andra rotsjukdomar på ärter
Ärter är känsliga för rotpatogena svampar och det finns många förutom Aphanomyces euteiches som orsakar rotröta och har stor betydelse i ärtodling. Äkta vissnesjuka (Fusarium oxysporum), fusarium-rotröta (Fusarium solani f.sp. pisi) och svartröta (Chalara elegans) är några av dessa.

## Andra rotrötor
- Rotröta på gran
- Rotröta i vallbaljväxter -Klöverrotröta
- Rotröta i spannmål- Bipolaris